# Karel Wälzer
Karel Wälzer (28. srpna 1888 Plzeň – leden 1948 Praha) byl český hokejový brankář, který získal tři medaile na mezinárodních reprezentačních turnajích. Proslavil se dvěma reprezentačními zápasy, v nichž neobdržel žádnou branku, čímž výrazně přispěl ke dvěma medailím.

## Život
Karel Wälzer hrál hokej za ČSS Praha a SK Slavia Praha. Na reprezentační úrovni byl prvním českým gólmanem, který musel čelit mužstvu rodilých Kanaďanů (studentů z Oxfordu). Přestože se mu zápas na začátku roku 1911 vydařil, na mistrovství Evropy si zachytal až o rok později. Mistrovství Evropy v ledním hokeji 1912 ovšem bylo anulováno a Wälzer si tedy musel počkat na první uznaný titul ještě další dva roky. Cesta za ním pro českého brankáře nebyla lehká, protože jako bankovní úředník se obtížně uvolňoval ze zaměstnání. Na mistrovství Evropy 1914 odcestoval potají pouze k jedinému večernímu zápasu, v němž však nedovolil domácím německým hokejistům skórovat.
Bojoval v první světové válce, kde upadl do zajetí. Domů se vrátil až v roce 1919.
Wälzer byl známý tím, že chytal v „plesových rukavičkách“, což se mu stalo málem osudným na turnaji na Letních olympijských hrách 1920, který byl posléze uznán jako první mistrovství světa v ledním hokeji. Zranění mu zde nedovolilo nastoupit proti zámořským celkům. V zápase rozhodujícím o držitelích bronzových medailí však již chytal a nedostal od švédských hokejistů žádný gól. O rok později chytal na mistrovství Evropy ve Švédsku, kterého se zúčastnili pouze dva týmy. Československo po prohře s domácím týmem 4:6 získalo stříbrné medaile.
Po skončení hokejové kariéry zpronevěřil jako zaměstnanec banky peníze Emila Wallenfelse, určené k investicím a obchodům na burze. Škoda dosáhla celkové hodnoty pět milionů korun. Za což byl Wälzer odsouzen na dva roky. V roce 1935 se podílel na přípravě bankovního podvodu společně s Otto Kolbenem a Arturem Schmiedlem. Skupina chtěla vyměnit cenné papíry, uložené v bance, za padělané. O záměru se dozvěděla policie a podvodníky zatkla. Pokud by se jim akce zdařila, jednalo by se o třetí největší bankovní podvod v tehdejším Československu.
Zemřel v lednu 1948 v Praze.